# Jana Cova
Jana Oujeska, née le 13 avril 1980, est une actrice pornographique et modèle tchèque. Elle a commencé sa carrière en 2000, et est apparue dans de nombreux films mais aussi sur des sites internet et dans des magazines comme Hustler, Perfect 10 et Penthouse (avril 2003, couverture et modèle du mois), sous le pseudonyme de Jana Cova.

## Biographie
Jana Cova tourne uniquement des scènes lesbiennes ou solos.

## Filmographie partielle
La grande majorité de ses rôles sont des scènes lesbiennes.
- 2002 : Slumber Party 18
- 2003 : No Man's Land 37
- 2004 : By Invitation Only
- 2005 : Girls Hunting Girls 5
- 2006 : Sapphic Liaisons 2
- 2007 : Sexual Freak 4: Jana Cova
- 2007 : Women Seeking Women 38
- 2008 : Women Seeking Women 41
- 2008 : Women Seeking Women 42
- 2008 : Women Seeking Women 47
- 2009 : Women Seeking Women 50
- 2009 : Women Seeking Women 52
- 2010 : Women Seeking Women 61
- 2010 : Women Seeking Women 67
- 2010 : We Live Together 15
- 2010 : No Man's Land: Girls in Love 4
- 2011 : Women Seeking Women 70
- 2011 : Molly's Life 12
- 2012 : Cat Scratch Fever
- 2013 : Lick Initiations
- 2014 : Hall of Famers
- 2015 : How I Became a Sexual Slave
- 2016 : Georgia Jones Experience (compilation)
- 2016 : No Boys, Just Toys (compilation)
- 2017 : Passionate For Pussy (compilation)
- 2017 : Jana Cova and Her Girlfriends (compilation)

## Récompenses
- 2007 : AVN Award Best All-Girl Sex Scene (Film) — Island Fever 4 (partagée avec Jesse Jane, Teagan Presley et Sophia Santi)[1]